# 落叶兰
落叶兰（学名：Cymbidium defoliatum）为兰科兰属下的一个种。

## 扩展阅读
- 維基物種上的相關：落叶兰